# Heliconia chrysocraspeda
Heliconia chrysocraspeda är en enhjärtbladig växtart som beskrevs av Abalo och G.Morales. Heliconia chrysocraspeda ingår i släktet Heliconia och familjen Heliconiaceae. Inga underarter finns listade.